# Rudolf Witzig
Rudolf Witzig, né le 14 août 1916 à Herne, décédé le 3 octobre 2001 à Oberschleißheim, était un diable vert (parachutiste d'élite allemand) durant la Seconde Guerre mondiale qui fut Oberst de la Bundeswehr. Il fut le commandant de l'attaque du fort d'Eben-Emael en mai 1940. Titulaire de la croix de chevalier de la croix de fer avec feuilles de chêne, la plus haute distinction, pour son courage et ses aptitudes au commandement.

## Carrière militaire
Rudolf Witzig rejoint le 16e bataillon basé à Höxter, le 1er avril 1935 en tant qu'aspirant officier. Deux ans plus tard, le 20 avril 1937, il est promu lieutenant et est chef de peloton au 31e bataillon de pionniers. Il postule ensuite pour servir dans les Fallschirmjäger, le 1er août 1938 et rejoint le bataillon d'infanterie parachutée sous le commandement du Major Richard Heidrich. Un an plus tard, après son transfert à la Luftwaffe avec le grade d'Oberleutnant, il commande le peloton de pionniersSturmabteilung Koch (en). Cette unité avait été baptisée de la sorte d'après l'Hauptmann Walter Koch.
Le plus haut fait par lequel Witzig s'est illustré durant la Seconde Guerre mondiale fut l'attaque du fort d'Eben-Emael, le 10 mai 1940. Pourtant, il faillit bien en être privé puisqu'il ne prit pas part aux premières heures de l'assaut, le câble de son planeur s'étant rompu, le contraignant à un atterrissage prématuré en Allemagne. Il rejoindra cependant son groupe, entrainé de longue date, et reçut le même jour la croix de chevalier de la croix de fer. Le Wehrmachtbericht du 11 mai 1940 fit l'éloge de Witzig et de ses hommes qui s'étaient rendus maîtres du fort, pourtant réputé imprenable, en quelques heures. Le 16 mai, il est nommé Hauptmann.
En mai 1941, Witzig dirige la 9e compagnie du régiment de parachutistes d'assaut lors de la bataille de Crète. Blessé durant l'attaque, il est transféré de l'hôpital de la Luftwaffe à Athènes puis dans d'autres hôpitaux. Le 10 mai 1942, il commande le corps des parachutistes du bataillon de pionniers et est promu major le 24 août 1942. À partir de novembre 1942, il sert en Tunisie sous le commandement du colonel Hasso von Manteuffel, du général Friedrich Freiherr von Broich et du général Alfred Bülowius, incorporé alors dans le Barenthin Luftwaffe Regiment. La défense, couronnée de succès, dans le secteur nord de la Tunisie est en grande partie liée à l'action de Rudolf Witzig.
Le 15 juin 1944, on le retrouve à la fois comme commandant du 1er bataillon du 21e régiment parachuté de pionniers et comme officier commandant le régiment. Witzig fait, pour la seconde fois, l'objet d'un bulletin radiophonique de la Wehrmacht (Wehrmachtbericht), le 15 juin 1944, après la destruction de 27 tanks ennemis près de Kumele.
Sa dernière mission lors de la Seconde Guerre mondiale fut de commander le 18e régiment de parachutistes à partir du 19 décembre 1944 jusqu'au 8 mai 1945, date de sa capture non sans avoir été épinglé la veille au tableau d'honneur de la Luftwaffe.

## Après guerre
Rudolf Witzig se réengagea dans la Bundeswehr de la République fédérale allemande, nouvellement créée, le 16 janvier 1956. Il prit sa retraite, le 30 septembre 1974 avec le grade d'Oberst.

## Distinctions
- Croix de fer
  - Seconde classe (12 mai 1940)[2]
  - Première classe (13 mai 1940)[2]
- Insigne des blessés (1939) en noir (18 octobre 1941)[2]
- Ärmelstreifen
  - "Kreta" (12 novembre 1942)[2]
  - "Afrika" (6 janvier 1943)[2]
- Insigne de combat terrestre de la Luftwaffe (1er août 1943)[2]
- Croix allemande en or (17 octobre 1943)[3]
- Croix de chevalier de la croix de fer avec feuilles de chêne
  - Croix de chevalier de la croix de fer 10 mai 1940 en tant qu'Oberleutnant et chef du "Sturmgruppe Granit"[4]
  - Feuilles de chêne (25 novembre 1944)[4]
- Mentionné deux fois lors de Wehrmachtbericht
- Mis à l'ordre du jour du tableau d'honneur de la Luftwaffe (7 mai 1945)[2]

### Wehrmachtbericht
| Date                | Texte original du Wehrmachtbericht en allemand | traduction en français |
| ------------------- | --- | --- |
| Samedi, 11 mai 1940 | (Sondermeldung) Das stärkste Fort der Festung Lüttich, Eben-Emael, das die Übergänge über die Maas und den Albert-Kanal bei und westlich Maastricht beherrscht, hat sich Sonnabendnachmittag ergeben. Der Kommandant und 1000 Mann wurden gefangen genommen. Das Fort wurde schon am 10. Mai durch eine ausgesuchte Abteilung der Luftwaffe unter Führung von Oberleutnant Witzig und unter Einsatz neuartiger Angriffsmittel kampfunfähig gemacht und die Besatzung niedergehalten. Als es einem von Norden angreifenden Verband des Heeres nach hartem Kampf gelungen war, die Verbindung mit der Abteilung Witzig herzustellen, hat die Besatzung ihre Waffen gestreckt. | (Extra) Le plus puissant fort de la région de Liège, Ében-Émael qui s'élève au confluent de la Meuse et du canal Albert, à proximité et à l'ouest de Maastricht a déposé les armes samedi après-midi. L'officier commandant et 1 000 hommes furent faits prisonniers de guerre Le fort et sa garnison ont été neutralisés le 10 mai 1940 par une unité spéciale de la Luftwaffe sous le commandement de l'Oberleutnant Witzig qui eut recours à de nouveaux moyens de combat. Le fort déposa les armes après que l'armée, à la suite de violents combats, établit le contact avec le détachement de Witzig. |
| 8 août 1944         | Im Kampfraum westlich Kauen hat sich das 1. Bataillon des Fallschirm-Pionierregiments 21 unter Major Witzig durch beispielhaften Kampfgeist hervorragend bewährt. Das Bataillon vernichtete an einem Tag 27 feindliche Panzer im Nahkampf | Le premier bataillon du 21e régiment parachuté de pionniers, sous le commandement du Major Witzig, s'est distingué et a montré un courage exemplaire au combat dans la région ouest de Kauen. Le bataillon a détruit 27 tanks ennemis en combat rapproché en un jour. |